# Ернест Ренан
Жозеф Ернест Ренан (фр. Joseph Ernest Renan, 28 лютого 1823 — 2 жовтня 1892) — французький експерт стародавніх мов і цивілізацій Близького Сходу, письменник і філософ, відданий своїй рідній провінції Бретань. Відомий своїми історичними творами про раннє християнство і політичними теоріями, особливо щодо націоналізму та національної ідентичності.

## Біографія
Ернест Ренан народився в Трегіє (Бретань), в родині рибалок. Його дід, заробивши невеликий статок завдяки своєму рибальському смаку, купив будинок у Трег'є й оселився там, а його батько, капітан маленького куттера й затятий республіканець, одружився з донькою торговця-рояліста з сусіднього міста Ланьйона. Усе життя Ренан усвідомлював конфлікт між політичними переконаннями батька та матері. Йому було п'ять років, коли помер його батько, і його сестра Генрієтта, старша на дванадцять років, стала моральним главою родини. Марно намагаючись зберегти школу для дівчат у Трег'є, вона поїхала до Парижа вчителькою в пансіон для молодих жінок.